# Proteine da cellula singola
Le proteine da cellula singola (Single-Cell Proteins o SCP) sono delle fonti di proteine miste estratte da colture varie di alghe, lieviti, muffe o batteri (cresciuti di solito su scarti agricoli) usati come sostituenti per cibi ricchi in proteine, nell'alimentazione umana e animale.

## Antefatti
Sin dal 2500 AC, il lievito è stato usato nella produzione di pane e bevande. Nel 1781 sono stati introdotti processi per preparare forme altamente concentrate di lievito.

## "Cibo dal petrolio"
Negli anni '60, i ricercatori della British Petroleum svilupparono ciò che essi definirono "processo per proteine-da-petrolio": una tecnologia per produrre SCP da lievito nutrito con n-paraffina di scarto, un prodotto delle raffinerie petrolifere. Il lavoro di ricerca iniziale è stato compiuto da Alfred Champagnat alla raffineria della BP a Lavera in Francia; un piccolo impianto pilota iniziò ad operare nel marzo del 1963. la costruzione di un secondo impianto pilota, venne autorizzata alla Raffineria di Grangemouth Refinery in Gran Bretagna.
Il termine SCP fu coniato nel 1966 da Carroll L. Wilson del MIT.
L'idea del "cibo dal petrolio" divenne abbastanza popolare negli anni '70, con Champagnat conferito del Premio per la scienza UNESCO nel 1976, e le infrastrutture di lievito nutrito con paraffina vennero costruite in diversi progetti. L'uso principale del prodotto era come cibo per bovini.
L'Unione Sovietica fu entusiasta dell'idea e aprì molti grandi "BVK" (belkovo-vitaminny kontsentrat, ovvero "concentrati proteine-vitamine") nei pressi delle sue raffinerie a Kstovo (1973) and Kirishi (1974). Il Ministero sovietico per l'industria microbiologica ebbe otto impianti di questo tipo fino al 1989, quando, sotto pressione dei movimenti ambientalisti, il governo decise di chiuderli, o di convertirli per altri processi microbiologici.

## Processo produttivo
Le SCP vengono prodotte quando microbi fermentano materiali di scarto (compresi legno, paglia, residui della produzione alcolica, idrocarburi, escrementi animali o umani). Il problema nel processo estrattivo da questi terreni di coltura sono la diluizione ed il costo. Essendo le proteine ritrovabili a concentrazioni molto basse, di solito meno del 5%, gli ingegneri hanno sviluppato dei modi per incrementare tale valore compresi centrifughe, flottazione, precipitazioni, coagulamenti e filtrazioni, oppure utilizzando membrane semi-permeabili.
Le proteine da singola cellula devono essere disidratate fino ad approssimativamente il 10% del contenuto della miscela e/o acidificate per aiutare l'immagazzinamento e prevenire decomposizioni. I metodi per incrementare le concentrazioni a livelli adequati e per rimuovere l'acqua richiedono equipaggiamenti costosi e non sempre adatti per operazioni in piccola scala. È economicamente prudente distribuire il prodotto localmente e subito dopo la sua produzione.
La UniBio A/S di Odense, in Danimarca, è una delle poche compagnie che attualmente dispongono della conoscenza necessaria nel campo delle tecnologie fermentative per produrre SCP utilizzabili nell'alimentazione animale. La società possiede una tecnologia detta U-loop, risultato di oltre 30 anni di sviluppo, con cui si può convertire gas naturale in un prodotto proteico molto concentrato (71%) chiamato UniProtein. La tecnologia U-Loop è stata provata su piccola scala all'Università Tecnica della Danimarca, per poi essere testata ulteriormente a livello semi-industriale a Trinidad e Tobago. L'UniProtein è stato approvato come alimento animale dalla Commissione Direttiva 95/33/EC del 10 luglio 1995. Inoltre la Commissione Europea ha approvato con la regolamentazione numero 575 del 16 giugno 2011 l'uso dell'UniProtein per tutti i pesci ed animali da allevamento.

## Esempi
Fra i micro-organismi sfruttati vi sono i lieviti Saccharomyces cerevisiae, Pichia pastoris, Candida utilis,Torulopsis,Geotrichum candidum e Oidium lactis; alcuni funghi come Aspergillus oryzae, Fusarium venenatum, Sclerotium rolfsii, Polyporus e Trichoderma; il batterio Rhodopseudomonas capsulata e le alghe (Chlorella e Spirulina).  La produzione tipica va dal 43 al 56%, con contenuti proteici dal 44% al 60%.
Il fungo Scytalidium acidophilum cresce al di sotto di pH 1, il che comporta dei vantaggi:
1. condizioni asettiche economiche;
2. si evitano oltre 100 diluizioni di idrolizzazioni acide ai valori di pH necessari per altri microbi;
3. dopo aver raccolto la biomassa, si possono riutilizzare gli acidi.[12]

## Sicurezza del Prodotto e Qualità
Alcuni contaminanti possono produrre micotossine. Alcune SCP batteriche hanno profili amminoacidici differenti da quelli delle proteine animali, col rischio di causare allergie. Le proteine di origine micotica tendono a difettare in metionina.
La biomassa microbica ha un alto contenuto in acidi nucleici, i cui livelli devono essere limitati nelle diete degli animali monogastrici a meno di 50 g al giorno. L'ingestione di composti della purina dalla rottura dell'RNA possono alzare i livelli di acido urico nel plasma sanguigno, causando gozzo e calcoli renali. L'acido urico può essere convertito in allantonina, escreta nell'urina. La rimozione di acidi nucleici non è necessaria per i cibi animali ma lo è per quelli umani. Mantenendo la temperatura a 64 °C si inattivano le proteasi fungine e si permette alle RNAasi di idrolizzare l'RNA rilasciando nucleotidi dalla cellula al brodo della coltura.

## Vantaggi della produzione
La produzione su larga scala della biomassa microbica ha vari vantaggi sui tradizionali metodi per produrre proteine a scopi alimentari:
1. I microorganismi hanno un alto tasso di crescita ed una rapida successione delle generazioni (alghe: 2–6 ore, lievito: 1–3 ore, batteri: 0.5–2 ore);
2. Essi inoltre possono essere facilmente modificati geneticamente per variare la composizione amminoacidica;
3. La massa asciutta contiene una quantità elevata di proteine, dal 43 all'85%;
4. Si può utilizzare un largo spettro di materiali grezzi come fonti di carbonio, compresi prodotti di rifiuto, il che può aiutare nel riciclo di sostanze altrimenti inquinanti;
5. Ceppi con alti tassi produttivi e buone composizioni possono essere selezionati o prodotti in maniera relativamente facile;
6. La produzione di biomassa microbica avviene in colture continue e la qualità è consistente, dato che la crescita è indipendente dalle variazioni stagionali e climatiche;
7. Il suolo richiesto è poco ed ecologicamente conveniente;
8. Per ogni unità d'area usata, c'è un efficiente tasso di conversione dell'energia solare, facilmente massimizzabile;
9. I prodotti possono essere potenziati tramite facili regolazioni dei fattori fisici e chimici;
10. Le colture di alghe possono essere realizzate in spazi normalmente inutilizzati senza competizione per il suolo.
Le SCP derivate dalla tecnologia U-Loop della UniBio in Danimarca hanno ulteriori benefici quando utilizzate per i pasti animali rispetto a quelli tradizionali. Fra i tanti, vi sono: crescita più veloce e migliore conversione alimentare per polli e maiali, ridotta mortalità per i salmoni.

## Svantaggi
Anche se le SCP presentano caratteristiche molto interessanti come nutriente per gli esseri umani, ci sono alcuni problemi che scoraggiano la loro adozione su base globale:
1. I micro tendono ad avere un’elevata concentrazione di acidi nucleici , in particolare RNA. Il loro livello, nella dieta di animali ed esseri umani, deve essere limitato <50 g al giorno. L’ingestione di purina porta ad un aumento dei livelli di acido urico(che possono causare gotta e calcoli renali). La rimozione di acidi nucleici non è necessaria per gli animali, ma lo è per gli umani. Tuttavia, questo problema può essere risolto, un metodo comune consiste in un trattamento termico che uccide le cellule, inattiva proteasi e permette agli endogeni RNasi di idrolizzare RNA con liberazione dei nucleotidi dalla cellula al brodo di coltura.
2. Similmente alle cellule vegetali, la parete cellulare di alcuni microrganismi come alghe e lievito contengono componenti non digeribili, come cellulosa.
3. Presentano colori e sapori sgradevoli.
4. A seconda del tipo di SCP e le condizioni di coltivazione, occorre prestare attenzione per prevenire e controllare la contaminazione da parte di altri micro commensali. Un approccio interessante per affrontare questo problema è stato proposto con il fungo Scytalidium acidophilum che cresce da un pH 1. Ciò consente di idrolizzare rifiuti di carta e creare condizioni asettiche a basso costo.